# Cincinnati Kings
I Cincinnati Kings sono una società calcistica statunitense fondata nel 2005 che milita nella Premier Development League (PDL). Fino alla stagione 2007, i Kings avevano militato nella USL Second Division.
Giocano le partite in casa al Town and Country Sports Club, impianto situato nella cittadina di Wilder (Kentucky), ad appena 15 km da Cincinnati (Ohio). Lo stadio è di proprietà del club, che lo ha acquistato nel 2007 per oltre 11 milioni di dollari. Precedentemente, i Kings giocavano nello stadio del campus della Xavier University di Cincinnati.
Yacoub Abdallahi, un imprenditore della Mauritania, è il proprietario della squadra.

## Risultati anno per anno
| Anno | Divisione | League              | Reg. Season | Playoff         | Open Cup |
| ---- | --------- | ------------------- | ----------- | --------------- | -------- |
| 2005 | 3         | USL Second Division | 5°          | Non qualificato | 1º turno |
| 2006 | 3         | USL Second Division | 4°          | Semifinale      | 2º turno |
| 2007 | 3         | USL Second Division | 8°          | Non qualificato | 1º turno |